# Inga Lindström: Die Pferde von Katarinaberg
Die Pferde von Katarinaberg ist ein deutscher Fernsehfilm von Michael Steinke aus dem Jahr 2007. Er ist Bestandteil des ZDF-Herzkino-Sonntagsfilms und der 19. Film der Inga-Lindström-Reihe nach der gleichnamigen Erzählung von Christiane Sadlo. Die Hauptrollen sind mit Susanne Gärtner, Stephan Luca, Gila von Weitershausen und Volkert Kraeft besetzt.

## Handlung
Eva Molin arbeitet als Sachverständige in einem Auktionshaus in Stockholm und will nun gerade mit ihrer Tochter in die Ferien verreisen, als ihr Chef Martin Sörmann einen Anruf von einem Kunden erhält, der eine dringende Schätzung seiner Kunstsammlung wünscht. Eva will aber nicht auf den Urlaub mit ihrer Tochter verzichten, die seit dem Unfalltod ihres Vaters nicht mehr spricht. Ihre Mutter Margareta schlägt vor, sie auf Schloss Katarinaberg zu begleiten und auf Annika aufzupassen, solange sie an der Arbeit ist. Eva willigt ein. Auf dem Weg zum Ferienhaus verfahren sie sich und treffen zufällig einen Reiter. Er anerbietet sich, ihnen den Weg zu zeigen.
Der Besitzer der Kunstsammlung Ulf Norquist will nicht, dass jemand erfährt, dass Eva die Sammlung schätzt, deshalb soll sie vorgeben, dass sie ein beschädigtes Bild restauriert. Eva kommt ins Gespräch mit der Haushälterin Elsa, dabei merkt sie, dass sich Eva Sorgen um Ulf macht, da er sich seit dem Tod seiner Frau eigenartig verhält. Sie vermuten beide, dass Ulf finanzielle Probleme hat. Als Eva am Abend noch im See schwimmen geht, begegnet sie wieder dem Reiter, der Peter heißt. Er hat mit Annika gesprochen und es scheint so, als ob sie Pferde mag. Am nächsten Tag besucht Elsa Peter in seiner Praxis, weil sie sich große Sorgen um Ulf, seinen Vater, macht. Seit dem Tod von Ulfs Frau reden die beiden nicht mehr miteinander, denn Ulf gibt Peter die Schuld am Unfall. Als Margareta mit Annika einkaufen geht, trifft sie zufälligerweise auf Ulf Nordquist und stellt sich ihm vor.
Zu Hause schaut sich Annika ein Buch über Pferde an, als sie ein Wiehern hört läuft sie davon um das Pferd zu suchen. Sie findet es auf der Koppel, ein lärmendes Flugzeug schreckt aber die Pferde auf und Annika rennt panisch davon. Peter kommt zufälligerweise dazu und bringt sie zu ihrer Mutter ins Schloss. Margareta ist verzweifelt, als sie merkt, dass Annika verschwunden ist und auf der Suche nach ihr rennt sie Ulf vor das Auto. Von ihm erfährt sie, dass Annika bei ihrer Mutter ist und es ihr gut geht. Ulf und Margareta verabreden sich für den Abend und Eva ist zu Peter zum Abendessen eingeladen. Nach dem Essen kommen sich die beiden näher, Eva findet auch, Annika sei viel entspannter, seit sie hier sind. Margareta wird aber von Ulf versetzt, der es vorzieht ins Casino zu gehen, weil er Geld auftreiben muss, um seine Schulden zu bezahlen.
Da Eva gewisse Sachen fehlen, muss sie nach Stockholm, um sie zu holen. Doch davor sieht sie, wie Peter mit Annika bei den Pferden ist und sie behutsam führt. Da Peter einen Termin in Stockholm hat, beschließen sie, gemeinsam zu fahren. Auf dem Weg sprechen sie über Annika und Peter ist überzeugt, dass er ihr helfen kann. Da Peters Termin in Stockholm früher zu Ende ist, lädt er Eva zum Essen ein. Als sie danach noch durch die Stadt bummeln treffen sie beim Casino auf Ulf, der nun nach Hause laufen muss, weil er auch noch seinen Wagen verspielt hat. Peter und Ulf streiten sich, keiner kann einen Schritt auf den anderen zu machen. Eva versucht zu vermitteln, aber erfolglos.
Am nächsten Morgen beschließt Eva, sich nicht mehr mit Peter zu treffen, weil sie mit seinem Verhalten nicht einverstanden ist. Margareta hat Annika Papier und Stifte gegeben, sie zeichnet voller Freude Pferde. Später trifft Peter im Ort auf Sarah und verabredet sich mit ihr zum Essen. Im Lokal treffen sie auf Eva, die mit ihrem Vermieter Lars ebenfalls dort ist. Eva erfährt von Lars, wie sich der Tod von Ulfs Frau Iris abgespielt hat und weshalb Peter an allem Schuld sein soll. Eva steht auf um sich bei Peter zu entschuldigen, daraufhin küssen sie sich. Am Abend erhält sie einen Anruf von Ulf, er will, dass gewisse Bilder nun sofort verkauft werden, weil ein Schuldner sein Geld innert zwei Tagen will. Peter kommt dazu und erfährt, was Eva im Schloss wirklich macht. Peter ist enttäuscht, weil sie ihm nicht die Wahrheit gesagt hat. Da sie sich deswegen noch streiten, beschließt Eva aus Katarinaberg abzureisen.
Als sie am nächsten Morgen alles im Wagen verstaut hat und Annika bittet, auch zu kommen, zeigt ihr Annika ein Bild, das sie gemalt hat, und spricht zum ersten Mal wieder. Auf dem Weg kommen sie an der Koppel vorbei und Annika möchte sich von ihrem Lieblingspferd verabschieden. Da kommt Peter dazu und Annika sagt ihm, dass sie nicht zurück nach Stockholm will. Er lässt sie auf dem Pferd reiten. Elsa kommt ganz verstört mit dem Fahrrad angefahren. Sie sucht Ulf, er ist nach dem Besuch von zwei Männern aus dem Schloss verschwunden. Alle machen sich auf die Suche nach ihm. Peter vermutet, wo er sein könnte und gemeinsam mit Eva findet er ihn am Unfallort seiner Frau. Ulf will sich das Leben nehmen, Peter kann es gerade noch verhindern. Nach einem Gerangel beginnen die beiden Männer endlich wieder miteinander zu sprechen und verzeihen sich. Eva reist trotzdem ab. Peter kann die finanziellen Probleme seines Vaters mit der Bank klären und Elsa will von Peter wissen, weshalb er Eva hat gehen lassen. Er fährt nach Stockholm, um Eva und Annika nach Katarinaberg zurückzuholen. Auch Margareta ist wieder zurück, Ulf hat sie eingeladen, weil er seine versäumte Verabredung nachholen will.

## Hintergrund
Die Pferde von Katarinaberg wurde vom 14. Mai bis zum 8. Juni 2007 an Schauplätzen in Schweden gedreht. Produziert wurde der Film von der Bavaria Fiction GmbH.

## Rezeption

### Einschaltquote
Die Erstausstrahlung am 30. September 2007 im ZDF wurde von 5,56 Millionen Zuschauern gesehen.

### Kritiken
Die Kritiker der Fernsehzeitschrift TV Spielfilm zeigten mit dem Daumen nach unten und fassten den Film mit den Worten „Wie immer ein einziges Déjà-vu-Erlebnis“ kurz zusammen.